# José Maneiro
José Maneiro, (2 de octubre de 1966, Mercedes) es un ex ciclista uruguayo.
Fue uno de los mejores sprinters uruguayos de la década de 1980' y 90' y con 15 etapas se encuentra 3º en el historial de etapas ganadas en la Vuelta Ciclista del Uruguay. 
Su mejor actuación en dicha competición fue en la edición número 50 de 1993, al culminar 2º detrás de José Asconeguy.
Ganó la Volta Ciclística a Porto Alegre en 2001.

## Palmarés
- 1986
  - 1º en la 3ª etapa Vuelta Ciclista del Uruguay, Mercedes (URU)
  - 1º en la Vuelta a los Puentes (URU)

- 1987
  - 1º en la 4ª etapa Vuelta Ciclista del Uruguay, Salto (URU)
  - 1º en la 9ª etapa Vuelta Ciclista del Uruguay, Maldonado (URU)
  - 5º en la clasificación general final Vuelta Ciclista del Uruguay (URU)
- 1988
  - 1º en la 6.ª etapa Vuelta Ciclista del Uruguay, Tacuarembó (URU)

- 1991
  - 1º en la 2ª etapa Vuelta Ciclista del Uruguay, La Paloma (URU)
  - 1º en la 4ª etapa Vuelta Ciclista del Uruguay, Pando (URU)
  - 1º en la 6.ª etapa Vuelta Ciclista del Uruguay, Paysandú (URU)
  - 5º en la clasificación general final Vuelta Ciclista del Uruguay (URU)

- 1992
  - 1º en la Vuelta a los Puentes (URU)

- 1993
  - 1º en la 2ª etapa Vuelta Ciclista del Uruguay, Paysandú (URU)
  - 2º en la clasificación general final Vuelta Ciclista del Uruguay (URU)

- 1995
  - 1º en la 1ª etapa Vuelta Ciclista del Uruguay, Piriápolis (URU)
  - 1º en la Vuelta a los Puentes (URU)

- 1997
  - 1º en la 3ª etapa Vuelta Ciclista del Uruguay, Melo (URU)
  - 1º en la 9ª etapa Vuelta Ciclista del Uruguay, Trinidad (URU)

- 2000
  - 1º en la 8ª etapa Vuelta Ciclista del Uruguay, Tacuarembó (URU)

- 2001
  - 1º en la clasificación general final Vuelta de Porto Alegre (BRA)